# پل ویالار
پل ویالار (به فرانسوی: Paul Vialar) (زاده ۱۸ سپتامبر ۱۸۹۸ - درگذشته ۸ ژانویه ۱۹۹۶) مولف، رمان‌نویس، مقاله‌نویس و قصه‌نویس سده بیستم میلادی اهل فرانسه است.